# NA-4232
La  NA-4232  es una carretera local perteneciente a la Red de Carreteras de Navarra que se inicia en PK 24,84 de NA-411 y termina en Guenduláin. Tiene una longitud de 0,54 kilómetros.